# Задубрівка
Заду́брівка — село в Україні, у Горішньошеровецькій сільській громаді Чернівецького району Чернівецької області.

## Географія
Буковинське село Задубрівка розташоване за 14 км від обласного центру та 3,5 км від адміністративного центру сільської громади, неподалік гори Берда, поблизу села пролягає автошлях територіального значення  Т 2602.

## Клімат
Село розташоване у зоні континентального клімату, котра характеризується прохолодним літом. Найтепліший місяць — липень з середньою температурою 18.9 °C (66 °F). Найхолодніший місяць — січень, з середньою температурою (-4.4 °С (24 °F).
| Клімат Задубрівки       | Клімат Задубрівки | Клімат Задубрівки | Клімат Задубрівки | Клімат Задубрівки | Клімат Задубрівки | Клімат Задубрівки | Клімат Задубрівки | Клімат Задубрівки | Клімат Задубрівки | Клімат Задубрівки | Клімат Задубрівки | Клімат Задубрівки | Клімат Задубрівки |
| Показник                | Січ.              | Лют.              | Бер.              | Квіт.             | Трав.             | Черв.             | Лип.              | Серп.             | Вер.              | Жовт.             | Лист.             | Груд.             | Рік               |
| Абсолютний максимум, °C | 15,3              | 21,3              | 24,6              | 30,7              | 33,5              | 35,6              | 37,4              | 37,7              | 36,3              | 31                | 23,8              | 17,9              | 37,7              |
| Середній максимум, °C   | −1                | 0                 | 5                 | 14                | 19                | 22                | 24                | 24                | 20                | 13                | 6                 | 1                 | 12                |
| Середня температура, °C | −4                | −3                | 1                 | 8                 | 14                | 17                | 19                | 18                | 14                | 8                 | 2                 | −2                | 7                 |
| Середній мінімум, °C    | −7                | −6                | −2                | 3                 | 9                 | 12                | 13                | 13                | 9                 | 4                 | 0                 | −4                | 3                 |
| Абсолютний мінімум, °C  | −30,7             | −29               | −20,7             | −13,6             | −2                | 3                 | 7,4               | 3,4               | −4,4              | −9,7              | −17,5             | −28               | −30,7             |
| Норма опадів, мм        | 26                | 30                | 32                | 47                | 75                | 88                | 97                | 75                | 50                | 36                | 32                | 33                | 621               |
| ----------------------- | ----------------- | ----------------- | ----------------- | ----------------- | ----------------- | ----------------- | ----------------- | ----------------- | ----------------- | ----------------- | ----------------- | ----------------- | ----------------- |
| Джерело: Weatherbase    |                   |                   |                   |                   |                   |                   |                   |                   |                   |                   |                   |                   |                   |

## Історія
З 1940 року село перебувало у складі Заставнівського району.
З 1991 року у складі незалежної України.
12 червня 2020 року, відповідно до розпорядження Кабінету Міністрів України № 729-р «Про визначення адміністративних центрів та затвердження територій територіальних громад Чернівецької області», Горішньошеровецька сільська рада об'єднана з Горішньошеровецькою сільською громадою.
17 липня 2020 року, в результаті адміністративно-територіальної реформи та ліквідації Заставнівського району, село увійшло до складу Чернівецького району.

## Населення
Згідно з переписом УРСР 1989 року чисельність наявного населення села становила 891 особа, з яких 406 чоловіків та 485 жінок.
За переписом населення України 2001 року в селі мешкали 963 особи.

## Мова
Розподіл населення за рідною мовою за даними перепису 2001 року:
| Мова       | Відсоток |
| ---------- | -------- |
| українська | 97,93 %  |
| молдовська | 0,83 %   |
| російська  | 0,83 %   |
| білоруська | 0,10 %   |
| вірменська | 0,10 %   |
| польська   | 0,10 %   |
| румунська  | 0,10 %   |

## Особистості
- Амбросій Параска Юхимівна — українська поетеса. Член Національної спілки письменників України.
- Ісопенко Микола Іванович (1921—2009) — український скульптор.
- Москаль Геннадій Геннадійович (1950—2024) — український політик[7].
- Назарій Іван Володимирови — український вояк 25 ОПДБр, загинув 29 березня 2023 року в бою з російськими окупантами[8].
- Щербина Микола Павлович (1920) — радянський прикордонник, один з двох, останніх прикордонників, які захищали Чернівці з боку Задубрівки[9].